# 解憂雜貨店 (中國電影)
解憂雜貨店（日语：ナミヤ雑貨店の奇蹟）是一部於2017年上映的中國劇情电影，電影改編自日本小說家東野圭吾的長篇懸疑小說《解憂雜貨店》，由韓杰執導及董韻詩監製，王俊凯、迪丽热巴、董子健、成龍等人領衘主演，韓寒為此片擔任藝術指導。台灣OTT平台LiTV 線上影視上架播出。

## 故事大綱
在1993年，一間位於安靜街道旁的雜貨店，人們只要寫下煩惱並投進投信口，第二天就會在店後的牛奶箱裡得到雜貨店爺爺善意的回答。為了音樂夢想而離家的音樂人；面臨家庭劇變的少年；為了生活與報恩，在道德邊緣上徘迴的晴美.....他們將自己的困惑投入雜貨店。
到了2017年，三個逃難的少年躲到同一間雜貨店，他們原本準備早上就離開，可是捲簾門旁投遞口掉進來一封信，拉住了他們的腳步，冥冥之中不經意的串聯了他們彼此的人生。

## 演員
- 成龙 饰 解忧爷爷
- 王俊凯 饰 小波
- 迪丽热巴 饰 彤彤
- 董子健 饰 阿杰
- 李鸿其 饰 秦朗
- 李夢 饰 秦恬
- 嚴曉頻 饰 秦朗母亲
- 成泰燊 饰 秦朗父亲
- 秦昊 饰 浩博/張默（成年）
- 高至霆 饰 浩博/張默（青年）
- 董李无忧 饰 浩博/張默（幼年）
- 赵培琳 饰 浩博母亲
- 郝蕾 饰 张晴美（中年）
- 陈都灵 饰 张晴美（青年）
- 孟慧圆 饰 张维维（成年）
- 邢佳栋 饰 小军
- 王骁 饰 民警
- 杨奇雨 饰 债主
- 紀煥博 饰 港商

## 外部連結
- 互联网电影数据库（IMDb）上《解憂雜貨店》的资料（英文）
- Box Office Mojo上《解憂雜貨店》的資料（英文）
- 爛番茄上《解憂雜貨店》的資料（英文）
- Metacritic上《解憂雜貨店》的資料（英文）
- AllMovie上《解憂雜貨店》的资料（英文）
- 開眼電影網上《解憂雜貨店》的資料（繁體中文）
- Yahoo奇摩電影上《解憂雜貨店》的資料（繁體中文）
- 雅虎香港電影上《解憂雜貨店》的資料（繁體中文）
- 时光网上《解憂雜貨店》的資料（简体中文）
- 豆瓣电影上《解憂雜貨店》的資料 （简体中文）